# Manuel Olmedo
Manuel Olmedo Villar, född den 17 maj 1983 i Sevilla, är en spansk friidrottare som tävlar i medeldistanslöpning.